# Aventoft
Aventoft (dänisch Aventoft, nordfriesisch Oowentoft, südjütisch Awntåwt) ist eine Gemeinde an der deutsch-dänischen Grenze im Kreis Nordfriesland in Schleswig-Holstein. Ein Teil des Gotteskoogs und Rosenkranz liegen im Gemeindegebiet. Die schleswig-holsteinische Landesstraße 2 führt von Aventoft nach Süderlügum zur Bundesstraße 5 und die Landesstraße 6 von der dänischen Grenze über Aventoft bis nach Ost-Bordelum zum Anschluss ebenfalls an die Bundesstraße 5.

## Geographie

### Geographische Lage
Das Gemeindegebiet von Aventoft befindet sich im Norden des Landschaftsraums Schleswig-Holsteinische Marschen und Nordseeinseln (D21) im Hinterland der Nordseeküste vom Kreis Nordfriesland im Bereich der Einmündung der Süderau (dänisch Sønderå) in die Wiedau (dänisch Vidå) östlich vom Ruttebüller See (dänisch Rudbøl Sø). Die nördliche sowie nordöstliche Gemeindegrenze ist heute zugleich die Grenze zwischen Dänemark und Deutschland.

### Gemeindegliederung
Das zum Zwecke der Volkszählung in der Bundesrepublik Deutschland 1987 amtlich aufgestellte Wohnplatzverzeichnis führte neben dem Kirchdorf gleichen Namens folgende weitere zur Gemeinde zählende Siedlungsplätze an:
- Carlsmark (Hof)
- Doettgebüll (dänisch Døtgebøl; Hof)
- Foggebüll (Foggebøl; Hof)
- Freesmark (Fresmark; Hof)
- Herlingmark (Hof)
- Ringswarft (Ringsværre; Hof)
- Teglmark (Haus)
- Vogelhallig (Fuglehallig; Haus)
- Fischerhäuser (Fiskerhuse; Häuser)
- Hungerburg (Hungerborg; Häuser)
- Klindt (Klint; Häuser)
- Rosenkranz (Rosenkrans; Häusergruppe)
- Verlath (Nyhus; Häusergruppe)[4][5][6]

### Nachbargemeinden
Direkt angrenzende Gemeindegebiete von Aventoft sind:
|         | Kommune Tondern (Dänemark)                  |                                          |
| Rodenäs | Kompassrose, die auf Nachbargemeinden zeigt | Humptrup (Exklave: Haasberg), Süderlügum |
|         | Neukirchen                                  | Humptrup                                 |

## Geschichte

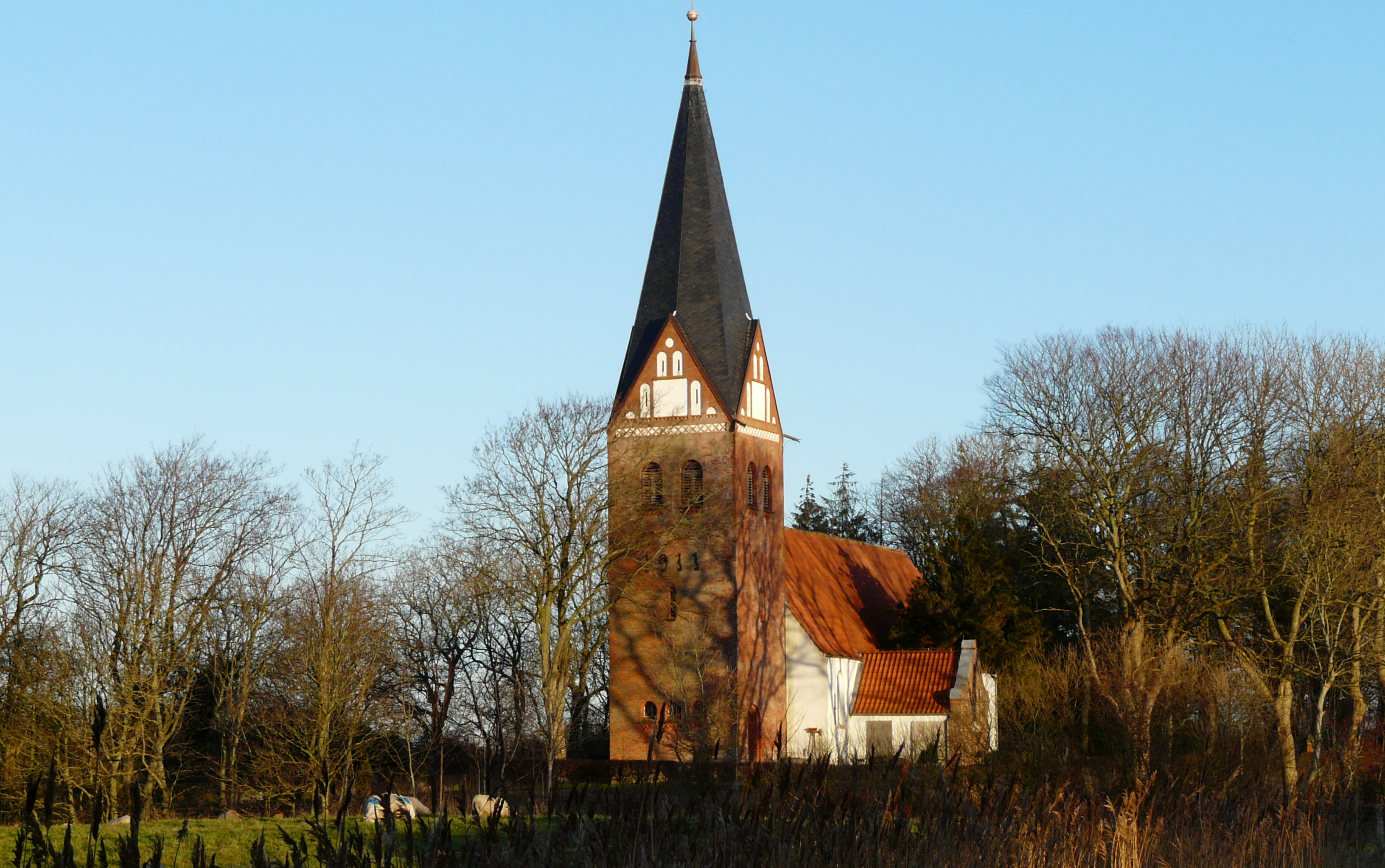
Kirche von Aventoft

Aventoft war nach der Abtrennung von der Wiedingharde durch eine Sturmflut im Mittelalter ein Fischerdorf auf einer Geestinsel an der Wiedau. Durch die Eindeichung des Gotteskoogs 1566 wurde es zwar mit dem Festland verbunden, war aber noch jahrhundertelang von weiten Wasserflächen umgeben, ehe eine effektive Entwässerung im 20. Jahrhundert die Nutzung des umliegenden Landes ermöglichte.
Die Saalkirche im Ort wurde im 13. Jahrhundert erbaut. Erhalten haben sich vier mittelalterliche Ausstattungsstücke: ein Kreuzigungsretabel mit geschnitzten Reliefs im Schrein und bemalten Außenflügeln (um 1510–20), ein Marienretabel aus derselben Zeit, ein Margarethenretabel vom Ende des 15. Jahrhunderts sowie ein Triumphkreuz (um 1510). Der neoromanische Turm der Kirche wurde 1911 errichtet.
Der Ortsname ist erstmals im 15. Jahrhundert schriftlich fixiert. Er setzt sich zusammena aus dän. -toft für einen Siedlungsplatz und dem Genitiv des Personennamens des Aghni (zu altdän. Aghni, altnord. Agni). Die Häusergruppe Klindt ist erstmals 1674 als klint dokumentiert. Sie bezeichnet eine Bodenerhebung westlich der Aventofter Kirche (dän. klint für eine Anhöhe). Der Name Verlath stammt von niederländischen Deichbauern und geht auf mittelniederl. verlaten in der Bedeutung durchlassen zurück, bezeichnet hier die Schleusen zur Entwässerung des Gotteskooges am Südrand des Ruttebüller Sees. Der Name ist erstmals ca. 1707 dokumentiert. Die mundartliche auftretende Vorsilbe Vi geht auf dänisch-jütländische Aussprache zurück.

## Politik

### Gemeindevertretung
Bei der im Zuge der Kommunalwahlen in Schleswig-Holstein 2023 am 14. Mai 2023 durchgeführten Gemeindewahl erhielt, bei einer Wahlbeteiligung von 59,6 Prozent, die Allgemeine Unabhängige Wählergemeinschaft Aventoft (AUWG) 68,8 Prozent und sechs Sitze in der Gemeindevertretung. Auf den Südschleswigschen Wählerverband (SSW) entfielen 31,2 Prozent und drei Sitze.

### Bürgermeisterin
2023 wurde Jeanette Sönnichsen (AUWG) zur Bürgermeisterin gewählt.

### Wappen
Blasonierung: „Unter verkürztem, von Silber und Rot dreizehnfach längsgeschindeltem Schildhaupt in Blau ein goldener Fisch über drei goldenen Rohrkolben.“ Das rot-weiße Schildhaupt soll einen Schlagbaum symbolisieren. Die Rohrkolben stehen für die Marschlandschaft und der Fisch für den Aventofter See, der über lange Zeit intensiv befischt wurde.

## Wirtschaft
Im ehemaligen Fischerdorf haben sich viele Einzelhandelsbetriebe angesiedelt, deren Kundschaft vorwiegend aus Dänemark kommt.

## Sehenswürdigkeiten
In der Liste der Kulturdenkmale in Aventoft stehen die in der Denkmalliste des Landes Schleswig-Holstein eingetragenen Kulturdenkmale.

### Segelfluggelände
In Aventoft befindet sich das Segelfluggelände Aventoft, in dessen Hangar sich eine Focke-Wulf Weihe 50 befindet.
Vor einigen Jahren befand sich dort ebenfalls das älteste Segelflugzeug Deutschlands, eine Schempp-Hirth Gö-3 "Minimoa", diese wurde jedoch nach Braunschweig an eine Haltergemeinschaft verkauft.

### Bücher ohne Grenzen
Nach dem Vorbild des englischen Buchdorfs Hay-on-Wye wurde in Aventoft „Bücher ohne Grenzen“, das erste grenzüberschreitende Buchdorf, aufgebaut. Inzwischen sind die Bücher weitergezogen nach Ladelund ein Stück weiter östlich.
Der Verein "Bücher ohne Grenzen", der die Organisation des Buchdorfes übernommen hatte, musste wegen fehlenden Raumes umziehen.
In Ladelund befindet sich jetzt der Großteil der in Aventoft gesammelten Bücher.

### FFH-Gebiet Ruttebüller See
Im nördlichen Gemeindegebiet befindet sich das NATURA-2000-Gebiet FFH-Gebiet Ruttebüller See. Der Ruttebüller See als Teil des Gebietes ist der einzige verbliebene Marschrandsee Deutschlands.

## Persönlichkeiten

### Söhne und Töchter der Gemeinde
- Carsten Redlef Volquardsen (1824–1875), klassischer Philologe
- Johannes Moritzen (1889–1980), evangelisch-lutherischer Theologe
- Svend Andersen (* 1948), evangelisch-lutherischer Theologe

### Mit Aventoft verbunden
- Hans Egon Petersen (* 1921 in Tingleff; † 1982 in Niebüll), evangelisch-lutherischer Theologe